# Platecarpus
Platecarpus ("cổ tay phẳng") là một chi thương long thủy sinh đã tuyệt chủng thuộc họ mosasaur, sống khoảng 84-81 triệu năm trước trong thời kỳ giữa Santonia đến sơ khai của thời kỳ kỷ Phấn trắng. Hóa thạch đã được tìm thấy ở Hoa Kỳ và một mẫu vật có thể có ở Bỉ và Châu Phi. Một mẫu vật được bảo quản tốt của Platecarpus cho thấy nó ăn những con cá có kích thước vừa phải, và nó đã được đưa ra giả thuyết là đã ăn mực, và cả cá hồi. Giống như những con mosasaur khác, ban đầu nó được cho là đã bơi theo kiểu giống lươn, mặc dù một nghiên cứu khác cho thấy nó bơi giống như những con cá mập hiện đại. Một mẫu P. tympaniticus được bảo quản đặc biệt được gọi là LACM 128319 cho thấy các ấn tượng về da, sắc tố quanh lỗ mũi, ống phế quản và sự hiện diện của một con sán đuôi cao, cho thấy nó và các con mosasaur khác không nhất thiết phải có lươn thích phương pháp bơi, nhưng mạnh hơn, bơi nhanh. Nó được lưu giữ và trưng bày tại Bảo tàng Lịch sử Tự nhiên quận Los Angeles.

## Đặc điểm

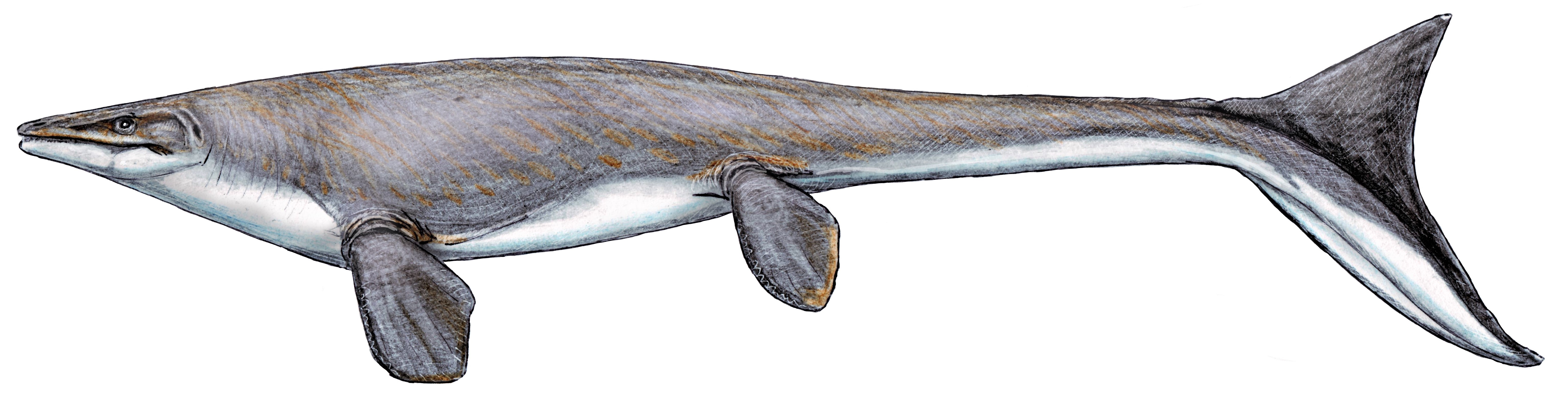
Hình vẽ Platecarpus.

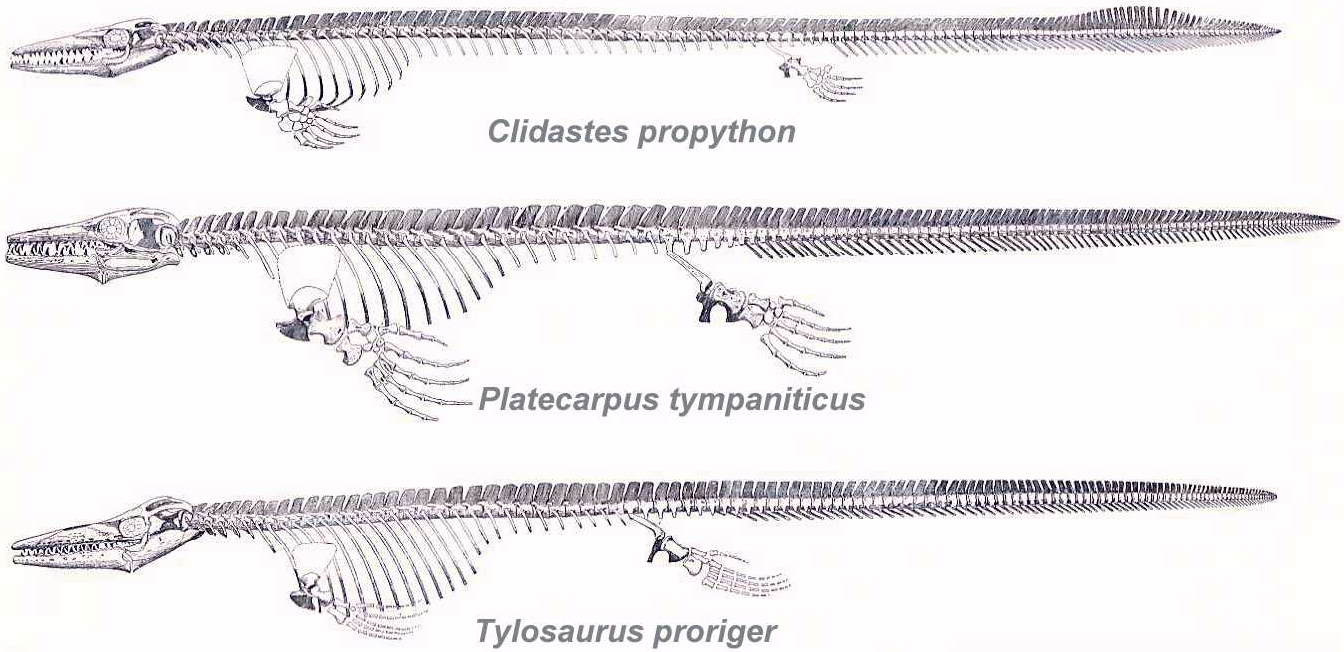
Xương của mosasaur.

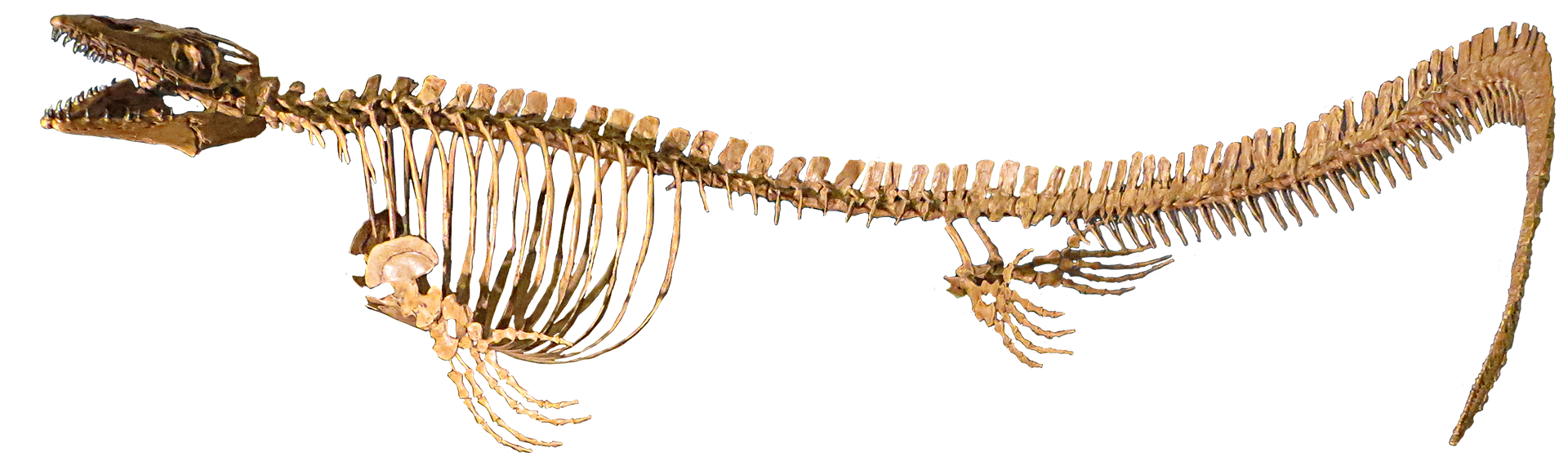
Xương của mosasaur.

Một con Platecarpus có phần thân ngắn và đuôi dài. Răng của Platecarpus nhìn chung là thẳng, nhưng ở phần sau vòm miệng có một chuỗi răng mọc chếch ra sau hướng về phía thực quản. Các khớp hàm dưới cho phép hàm dưới bạnh sang bên há rộng hơn. Các răng ở vòm miệng giữ thức ăn và đưa chúng xuống họng. Mosasaur thường được mô tả là có vây hoặc mào dọc theo cổ và lưng. Nhưng đó là do nhận định sai về dấu hằn của cấu trúc họng ở một mẫu vật Platecarpus tìm thấy năm 1899. Hai năm sau, Williston, người tìm thấy mẫu vật, đã thừa nhận sai lầm này. Không có bằng chứng nào cho thấy mosasaur có mào.

## Tham khảo

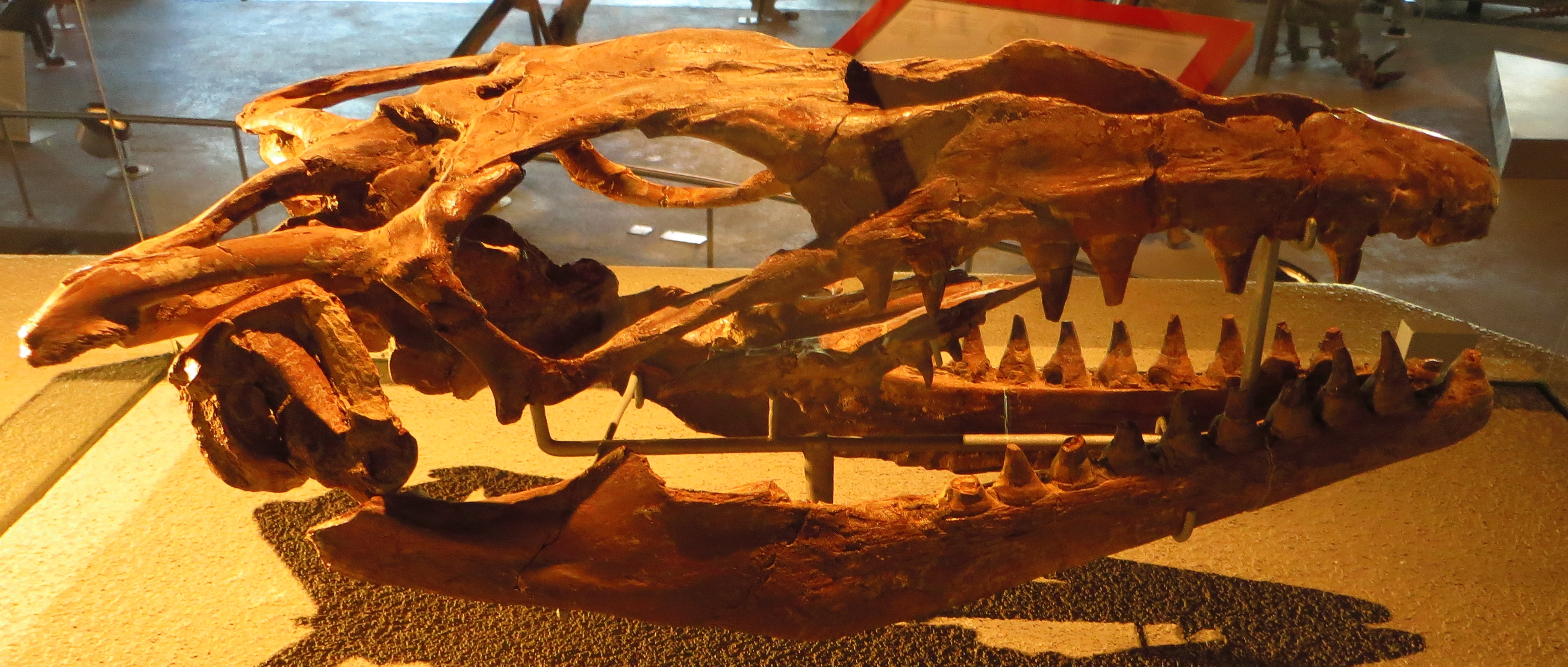
Sọ hóa thạch của mosasaur.
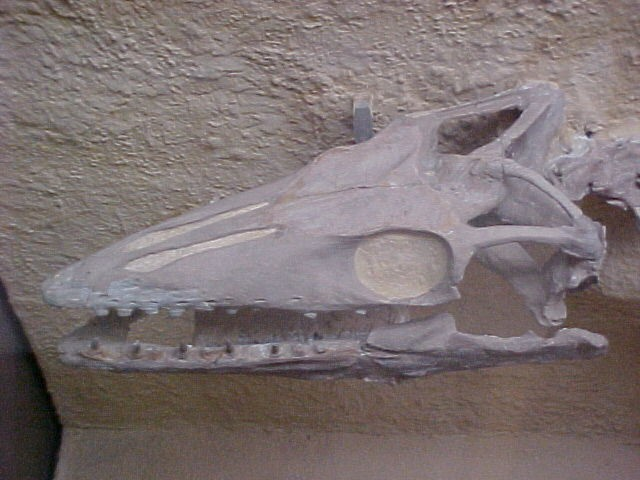
Sọ hóa thạch của mosasaur.
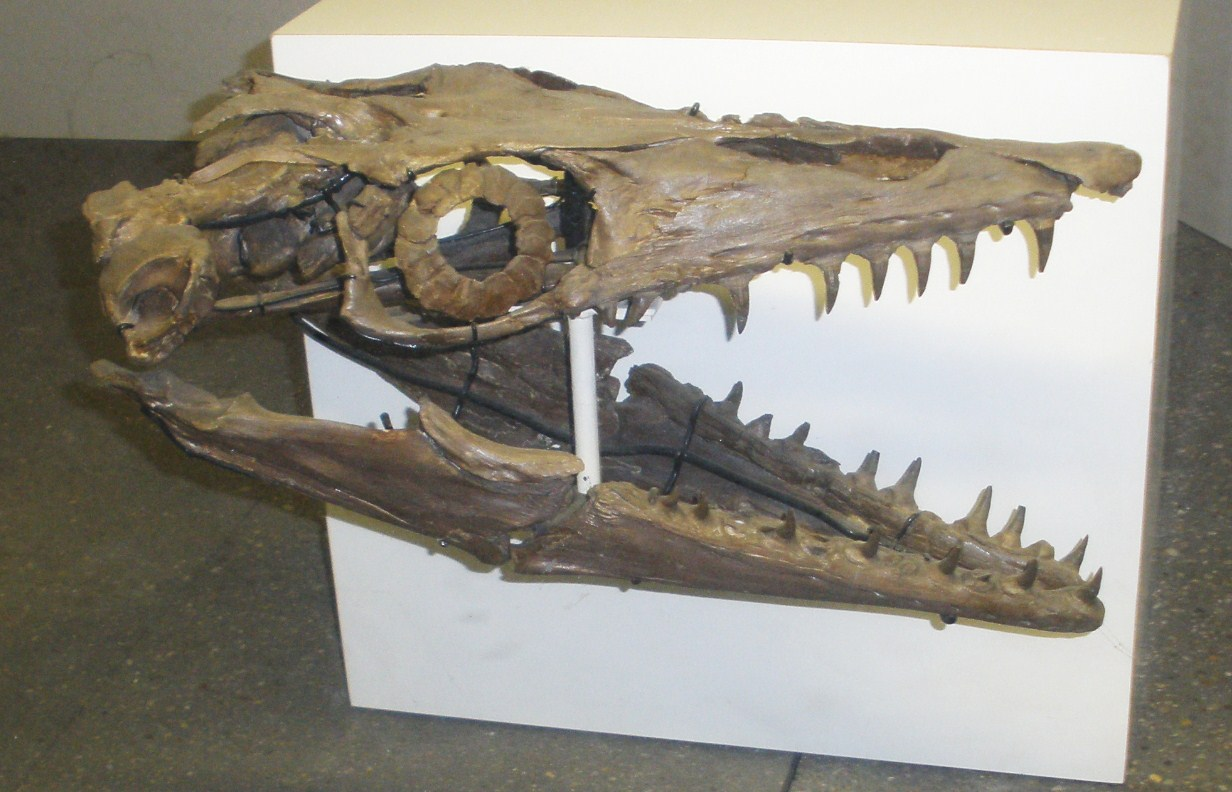
Sọ hóa thạch của mosasaur.
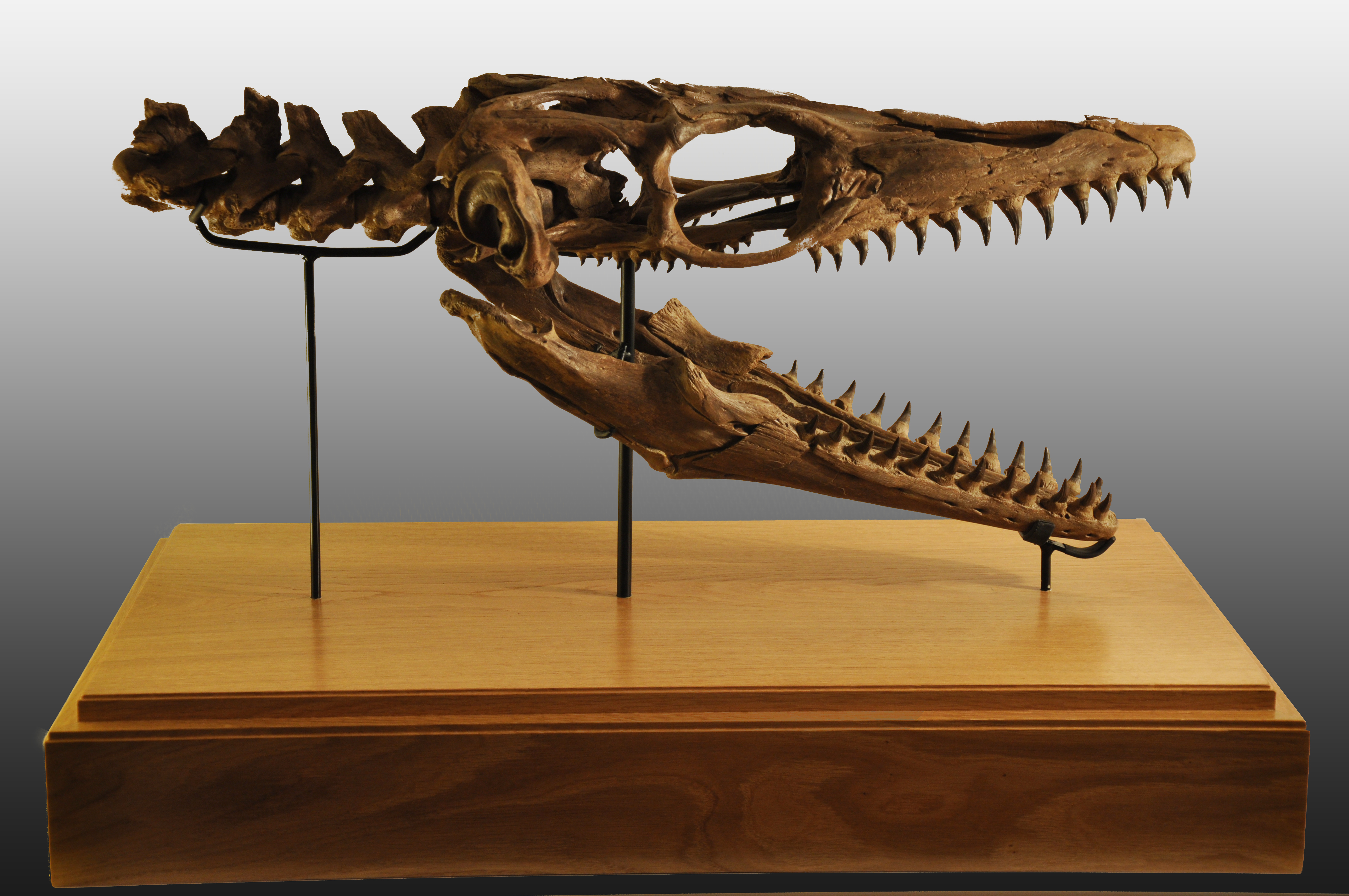
Sọ hóa thạch của mosasaur.